# Meanwhile Back In Garage
Meanwhile Back In The Garage es el segundo álbum de la banda de hard rock Graham Bonnet Band, publicado en 2018 por Frontier Music SRL. Contiene 14 canciones, 1 de ellos una grabación en vivo del clásico Starcarr Lane de Alcatrazz. La versión deluxe contiene un DVD con temas grabados en vivo. 

## Detalles
Las guitarras del disco fueron grabadas por el exguitarrista de Jag Panzer, Joey Tafolla a excepción de Livia' in Suspicion grabada por Kurt James.

## Canciones
1. "Meanwhile Back in The Garage" (Heavenstone, Bonnet, Waldo, Benquechea) - 5:03
2. "The Hotel" (Heavenstone, Bonnet, Waldo, Benquechea)  - 5:42
3. "Livin' In Suspicion'" (Russ Ballard) - 3:56
4. "Incest Outcast USA" (Heavenstone, Bonnet, Waldo, Benquechea)  - 4:15
5. "Long Island Tea"(Heavenstone, Bonnet, Waldo, Benquechea)  - 4:29
6. "The House" (Heavenstone, Bonnet, Waldo, Benquechea) - 4:31
7. "Sea of Trees" (Heavenstone, Bonnet, Waldo, Benquechea)  - 4:46
8. "Man on the Corner" (Heavenstone, Bonnet, Waldo, Benquechea)  - 5:04
9. "We Don't Need a Another Hero" (Lyle, Britten) - 4:45
10. "America...Where Have You Gone?" (Heavenstone, Bonnet, Waldo, Benquechea)  - 4:54
11. "Heading Toward The Light" (Heavenstone, Bonnet, Waldo, Benquechea) - 4:21
12. "Past Lives" (Heavenstone, Bonnet, Waldo, Benquechea) - 4:53
13. "The Crying Chair" (Heavenstone, Bonnet, Waldo, Benquechea) - 5:58
14. "Starrcarr Lane" (Malmsteen, Bonnet, Waldo) (Live from Daryl's House 2018) - 4:03

## Personal
- Graham Bonnet - Voz líder / Guitarra acústica (en introducción tema 8, 11)
- Joey Tafolla - Guitarras (en temas 1-3, 5 - 13)
- Kurt James - Guitarras (en tema 4)
- Beth-Ami Heavenstone - Bajo
- Mark Benquechea - Batería
- Jimmy Waldo - Teclados / Producción
- Giles Lavery - Grabación / Producción
- Alessandro Del Vecchio - Mezcla / Masterización (Bernie Becker Mastering)
- Andy Haller - Edición (de Baterías)
- Mark Leary (Asylum Seventy7) - Arte de Portada